# Cyphoderini
Tribu
Les Cyphoderini sont une tribu de collemboles de la famille des Lepidocyrtidae.

## Liste des genres
Selon Checklist of the Collembola of the World (version du 28 août 2019) :
- Calobatinus Silvestri, 1918
- Cephalophilus Delamare Deboutteville, 1948
- Cyphoda Delamare Deboutteville, 1948
- Cyphoderinus Denis, 1942
- Cyphoderodes Silvestri, 1910
- Cyphoderus Nicolet, 1842
- Delamarerus Mitra, 1976
- Megacyphoderus Delamare Deboutteville, 1948
- Mimoderus Yoshii, 1980
- Paracyphoderus Delamare Deboutteville, 1948
- Pseudocyphoderus Imms, 1912
- Serroderus Delamare Deboutteville, 1948
- Troglobius Palacios-Vargas & Wilson, 1990

## Publication originale
- Börner, 1906 : Das System der Collembolen nebst Beschreibung neuer Collembolen des Hamburger Naturhistorischen Museums. Jahrbuch der Hamburgischen Wissenschaftlichen Anstalten, vol. 23, no 2, p. 147-186 (texte intégral).